# Ihorombe
Ihorombe é uma região de Madagáscar localizada na província de Fianarantsoa. Sua capital é a cidade de Ihosy.